# 3net
3net é um canal de televisão americano em 3D que foi lançado em 13 de fevereiro de 2011. É um joint venture da Discovery Communications, Sony e IMAX. A parceria aconteceu em junho de 2010 e o canal foi apresentado em 2011 na Consumer Electronics Show.

## Distribuição
A DirecTV distribui seu sinal exclusivamente desde seu lançamento. O Nintendo 3DS fornece pequenos clipes dos programas do 3net.

## Programação
O canal tem vários programas originais assim como filmes teatrais.

### Programas originais
- Son of a Pitch
- Experience 3D
- In The Qube 3D
- Wildebeest Migration
- Bullproof
- African Wild
- Attack of the Giant Jellyfish
- China Revealed
- Ghost Lab
- Dream Defenders
- High Octane
- Jewels of the World
- Making the Brand
- 2011 3D Creative Arts Awards: Your World in 3D
- 3D Safari: Africa

### Filmes

#### Atuais
- Cloudy with a Chance of Meatballs
- Monster House
- Open Season
- Into the Deep
- Magnificent Desolation: Walking on the Moon 3D
- Space Station 3D
- Hubble 3D

#### Em breve
- CyberWorld